# Voltron: The Third Dimension
Voltron: The Third Dimension is een Amerikaanse animatieserie uit 1998. De serie is een vervolg op de serie Voltron: Defender of the Universe. In tegenstelling tot de vorige serie is deze serie met de computer getekend, en is het een geheel Amerikaanse productie in plaats van een overgenomen Japanse serie.
De serie liep twee seizoenen met in totaal 26 afleveringen.

## Verhaal
Het verhaal speelt zich vijf jaar na de vorige serie af, en draait om de Lion Voltron. Zarkon en Lotor, voorheen vijanden van de Galaxy Alliance, lijken zich te hebben bekeerd, en zijn nu lid van de hoge raad. Dit blijkt echter een list van de twee te zijn om de Alliance over te nemen. Al snel vervallen ze in hun oude gewoonten, en herbouwen samen met de heks Hagar hun oude vloot. De Alliance roept wederom de hulp in van de vijf Voltronpiloten en hun enorme robotische leeuwen om Zarkon tegen te houden.
Later in de serie worden de vijf leeuwen vernield, maar weer herbouwd in een sterkere vorm waardoor de ze nieuwe Stealth Voltron kunnen vormen.

## Personages
De meeste personages zijn dezelfde als die in het eerste en derde seizoen van de vorige serie. Wel hebben ze fysiek veranderingen ondergaan. Zo zijn ze in eerste instantie allemaal wat ouder. Lotor is in deze serie een cyborg als gevolg van verwondingen die hij aan het eind van de vorige serie opliep.
De vijf Voltron-piloten dragen in deze serie nieuwe uniformen, waarvan de kleuren overeenkomen met die van hun leeuwen.
Een paar nieuwe personages zijn:
- Amalgamus: de cyborgachtige mentor van het team.

- Queen Ariella: de koningin van de planeet Arus. Zij kwam met een manier om de vernietigde leeuwen om te bouwen tot Stealth Voltron.

- Queequeg and Lafitte: twee handlangers van Lotor.

## Achtergrond
Daar de Lion Voltron het populairst was onder fans van de originele serie, stond enkel deze centraal in “Voltron: The Third Dimension”. Het andere Voltron-team en hun uit voertuigen opgebouwde Voltron kwamen in de serie niet voor, en er werd ook niet over ze gesproken.
De keuze om de serie met de computer te tekenen viel niet in goede aarde bij veel fans, die de voorkeur gaven aan de traditionele anime-tekenstijl. Dat is ook de reden dat de serie maar kort liep.
De serie won in 1999 de Daytime Emmy voor Outstanding Sound Editing - Special Class. Datzelfde jaar werd de serie genomineerd voor een Golden Reel Award in de categorie Best Sound Editing - Television Animated Series – Sound unknown

## Afleveringen

### Seizoen 1
1. Escape from Bastille-12 (1)
2. Red Lion Breaks Loose! (2)
3. Building the Forces of Doom (3)
4. Lost Souls
5. A Rift in the Force
6. Shades of Gray
7. Bride of the Monster
8. Dominus
9. Voltron vs. Dracotron
10. Descent into Madness
11. Pidge Gets Iced
12. Dark Heart
13. The Big Lie
14. The Trial of Voltron
15. The Troika Moons
16. Biography: The Voltron Force
17. Queen Ariella (1)

### Seizoen 2
1. The Voltron Force Strikes Back (2)
2. Stealth Voltron (3)
3. Gladiators
4. Dominus Goes Home
5. The Hunter
6. Consider the Alternatives
7. Mind Games
8. Raid on Galaxy Garrison
9. Castle Doom Dead Ahead